# 阿瓦恰湾

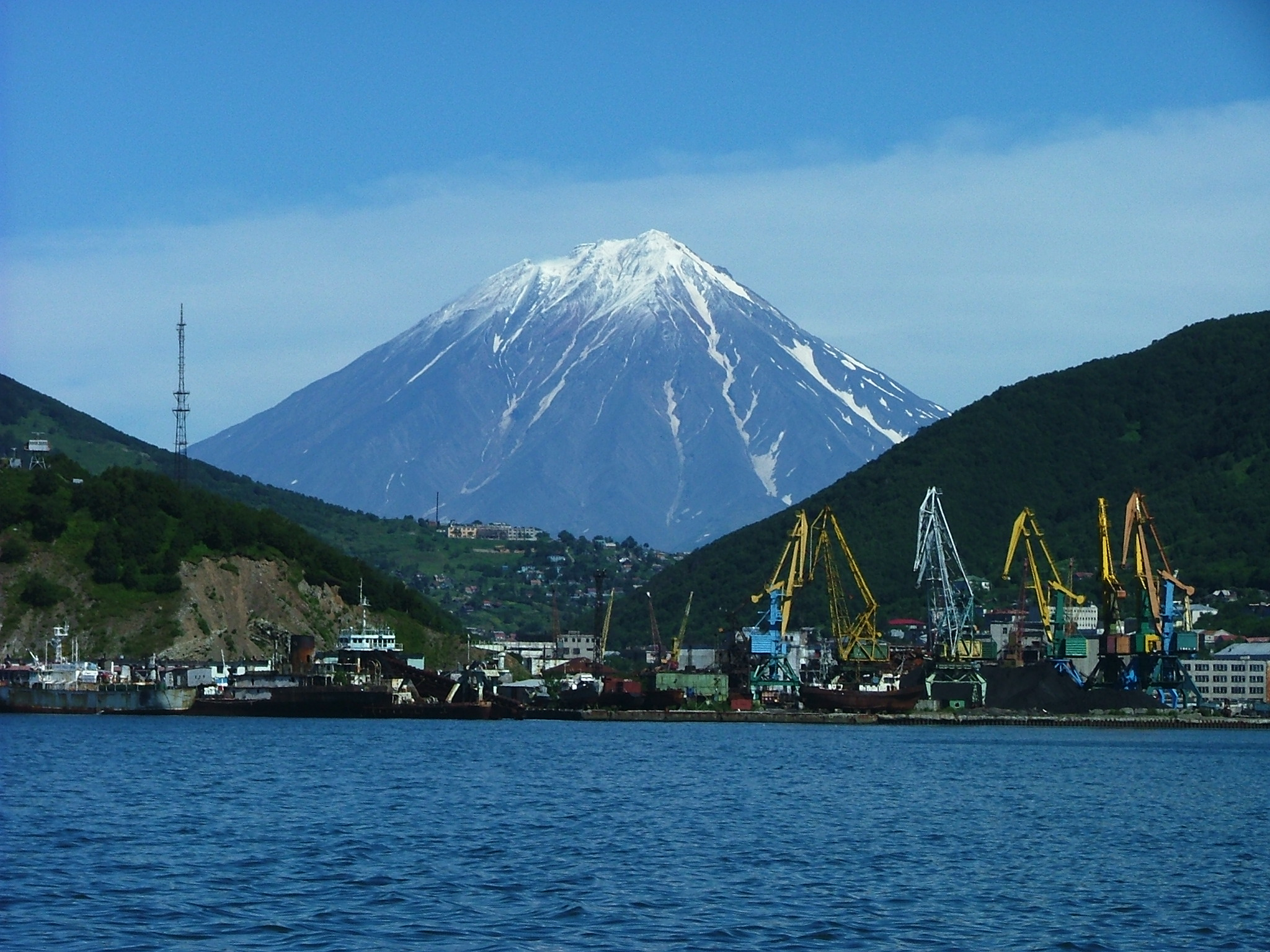
阿瓦恰湾海边的堪察加彼得罗巴甫洛夫斯克

阿瓦恰湾，又译阿瓦查灣，是堪察加半岛东岸的一个海湾，长24公里，最宽处3公里，最深處的深度為28公尺，面積為215平方公里，堪察加边疆区首府兼最大城市堪察加彼得罗巴甫洛夫斯克市即坐落于该海湾岸边。
52°56′N 158°36′E / 52.933°N 158.600°E